# Serwia
Serwia (gr. Σέρβια) – miejscowość w Grecji, w administracji zdecentralizowanej Epir-Macedonia Zachodnia, w regionie Macedonia Zachodnia, w jednostce regionalnej Kozani. Siedziba gminy Serwia-Welwendos. W 2011 roku liczyła 2980 mieszkańców.
W latach 1882–1912 była stolicą tureckiego sandżaku Bitola, który istniał w latach 1864–1877. Miasto zostało zdobyte przez Greków w trakcie I wojny bałkańskiej po tym, jak Grecy zwyciężyli Turków w bitwie Sarantaporonem. Miasto ma połączenie z drogą szybkiego ruch nr 6 która jest odnogą trasy europejskiej E65, co zapewnia dobre połączenia z okolicznymi miastami którymi są: Florina, Kozani oraz Larisa.